# 시미즈 사키코
시미즈 사키코 (清水咲子, 1992년 4월 20일 ~ )는 개인혼영을 주종목으로 하는 일본의 수영 선수이다. 2014년 인천 아시안 게임 여자 개인혼영 400m 결승 경기에서 4분38초63으로 은메달을 획득했다.